# Manjū
Pour les articles homonymes, voir manju.
Les manjū (饅頭) sont une pâtisserie de la gastronomie japonaise. Il s'agit de petits gâteaux ronds et blancs, cuits à la vapeur. Ils sont préparés avec de l'anko (pâte de haricots rouges), enveloppé d'une pâte à base de farine, d'eau, de sucre et de fécule.
Les Japonais ne consommant traditionnellement pas de dessert en fin de repas, ils préfèrent déguster ces petites pâtisseries plutôt à l'heure du goûter.

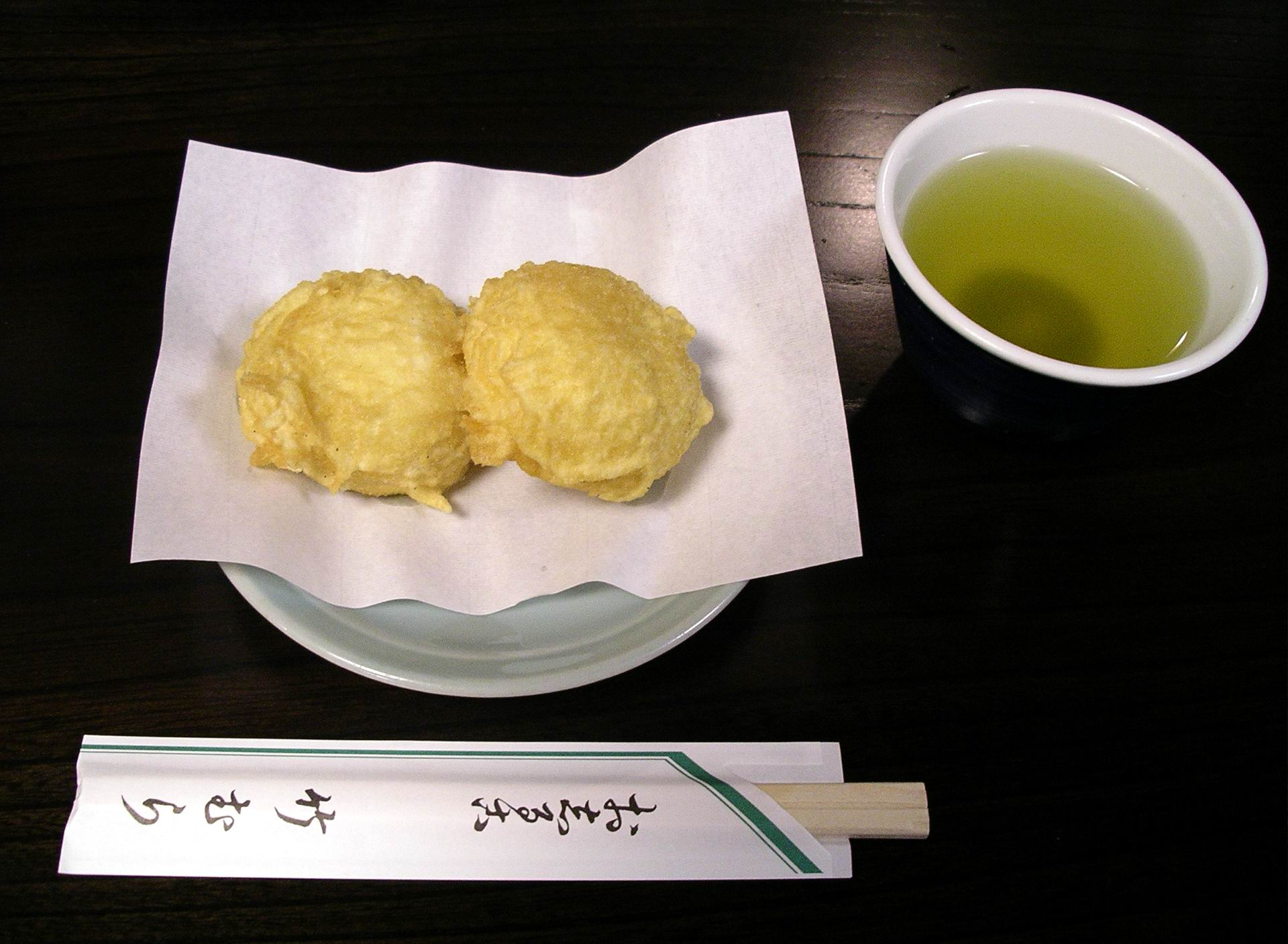
Age manjū